# 復活祭
復活祭（ふっかつさい、ギリシア語: Πάσχα、ラテン語: Pascha、フランス語: Pâques、英語: Easter、ドイツ語: Ostern、ロシア語: Пасха）は、磔刑にされて死んだイエス・キリストが三日目に復活したことを記念・記憶する、キリスト教においては最も重要とされる祭。

## 概要
多くの教派で特別な礼拝（典礼・奉神礼）が行われるほか、様々な習慣・習俗・行事がある。
正教会ではギリシャ語から「パスハ」とも呼ぶ。カトリック教会では「復活の主日」とも呼ばれ、聖公会などでは「復活日」（ふっかつび）や、英語から「イースター」とも呼ぶ。「復活節」（ふっかつせつ）は、西方教会において復活祭からの一定期間を指す用法の他、プロテスタントの一部で復活祭（復活日）当日を指す用法がある。
基本的に「春分の日の後の最初の満月の次の日曜日」に祝われるため、年によって日付が変わる移動祝日である。日付は変わるものの、必ず日曜日に祝われる。キリスト教が優勢な国においてはその翌日の月曜日も休日にされていることがある。欧州における主要株式・債券市場は、復活祭の前の聖金曜日、復活祭後の月曜日に休場する。
東方教会と西方教会とでは日付の算定方法が異なるため、日付が異なる年の方が多い。

## 日付
| 復活祭の日付 2001年–2045年 |          |          |
| 年                         | 西方教会 | 東方教会 |
| 2001年                     | 4月15日  | 4月15日  |
| 2002年                     | 3月31日  | 5月5日   |
| 2003年                     | 4月20日  | 4月27日  |
| 2004年                     | 4月11日  | 4月11日  |
| 2005年                     | 3月27日  | 5月1日   |
| 2006年                     | 4月16日  | 4月23日  |
| 2007年                     | 4月8日   | 4月8日   |
| 2008年                     | 3月23日  | 4月27日  |
| 2009年                     | 4月12日  | 4月19日  |
| 2010年                     | 4月4日   | 4月4日   |
| 2011年                     | 4月24日  | 4月24日  |
| 2012年                     | 4月8日   | 4月15日  |
| 2013年                     | 3月31日  | 5月5日   |
| 2014年                     | 4月20日  | 4月20日  |
| 2015年                     | 4月5日   | 4月12日  |
| 2016年                     | 3月27日  | 5月1日   |
| 2017年                     | 4月16日  | 4月16日  |
| 2018年                     | 4月1日   | 4月8日   |
| 2019年                     | 4月21日  | 4月28日  |
| 2020年                     | 4月12日  | 4月19日  |
| 2021年                     | 4月4日   | 5月2日   |
| 2022年                     | 4月17日  | 4月24日  |
| 2023年                     | 4月9日   | 4月16日  |
| 2024年                     | 3月31日  | 5月5日   |
| 2025年                     | 4月20日  | 4月20日  |
| 2026年                     | 4月5日   | 4月12日  |
| 2027年                     | 3月28日  | 5月2日   |
| 2028年                     | 4月16日  | 4月16日  |
| 2029年                     | 4月1日   | 4月8日   |
| 2030年                     | 4月21日  | 4月28日  |
| 2031年                     | 4月13日  | 4月13日  |
| 2032年                     | 3月28日  | 5月2日   |
| 2033年                     | 4月17日  | 4月24日  |
| 2034年                     | 4月9日   | 4月9日   |
| 2035年                     | 3月25日  | 4月29日  |
| 2036年                     | 4月13日  | 4月20日  |
| 2037年                     | 4月5日   | 4月5日   |
| 2038年                     | 4月25日  | 4月25日  |
| 2039年                     | 4月10日  | 4月17日  |
| 2040年                     | 4月1日   | 5月6日   |
| 2041年                     | 4月21日  | 4月21日  |
| 2042年                     | 4月6日   | 4月13日  |
| 2043年                     | 3月29日  | 5月3日   |
| 2044年                     | 4月17日  | 4月24日  |
| 2045年                     | 4月9日   | 4月9日   |

復活祭は移動祝日であり、もともと太陰暦にしたがって決められた日であったため、年によって太陽暦での日付が変わる。グレゴリオ暦を用いる西方教会では、毎年3月22日から4月25日の間のいずれかの日曜日、東方教会では、グレゴリオ暦の4月4日から5月8日の間のいずれかの日曜日に祝われる。
復活祭を祝う日付をいつにするかについては、古代に論争を経て、325年の第1ニカイア公会議で統一されるに至ったが、16世紀に西方教会においてグレゴリオ暦が採用されてから、正教会と西方教会で日付が異なるという現象が起きるようになり、議論が続いている。

## 名称の語源

### パスハ、パスカ、パスクワ
英語・ドイツ語・ポーランド語等以外の多くのヨーロッパ諸言語における「復活祭」という言葉は、ギリシア語: Πάσχα（古典ギリシア語再建音：パスカ、現代ギリシア語転写：パスハ）に由来しており、その言葉も元をたどれば、アラム語の「パスハ(pascha)」で、これはユダヤ教の「過越（すぎこし）の祭り」を表す「ペサハ」(Pesach) というヘブライ語の言葉から来ている。つまり、キリスト教の復活祭が旧約時代の「過越の祭り」を雛形とした祝い日であることを示している。
ギリシャ正教会で復活大祭を「パスハ（Πάσχα）」と呼ぶのは勿論のこと、ロシア正教会・ロシア語でも復活大祭はヘブライ語・ギリシャ語起源の「パスハ（Пасха）」と呼ばれ、日本正教会でも復活大祭をパスハと呼ぶ。カトリック教会においてもラテン系の国では「パスカ」(ラテン語: Pascha)、イタリア語、スペイン語ではパスクワ (Pasqua, Pascua) の呼称が一般的である。
エイレナイオスやテルトゥリアヌスは「パスハ」を、ギリシャ語の動詞「苦しむ」（ギリシア語: πάσχω）に関連付け、イエス・キリストの受難と結びつけて解釈したが、この誤りは彼らがヘブライ語を知らなかったため生じた。アウグスティヌスはその語源説明の誤りを正した。

### イースター、オスターン
復活祭を表す英語「イースター (Easter)」およびドイツ語「オスターン (Ostern)」はゲルマン神話の春の女神「エオストレ (Eostre)」の名前、あるいはゲルマン人の用いた春の月名「エオストレモナト (Eostremonat)」に由来しているともいわれる。8世紀の教会史家ベーダ・ヴェネラビリスがこれに言及し、ゲルマン人が「エオストレモナト」に春の到来を祝う祭りをおこなっていたことを記録している。ただしこの説も確実ではない。

## 復活祭に連動する教会暦・礼拝・典礼・奉神礼
復活祭（復活大祭、復活日）は教会暦において、移動祭日と呼ばれ（移動祝祭日もしくは移動祝日とも）、最も重要な祭り（祝日）と位置づけられるとともに、復活祭によって教会暦における他の移動祭日（移動祝祭日、移動祝日）が決められる。

### 大斎（四旬節）
正教会、カトリック教会、聖公会、ルーテル教会においては、復活祭（復活大祭、復活日）の前にイエスの荒野での試みや十字架の受難を記念する「40日間」が設けられている。ラテン語で Quadragesima、英語では古ドイツ語の「断食」を語源とする Lent と標記されるが、日本語においては四旬節（カトリック、ルーテル他）、大斎節（たいさいせつ、日本聖公会）、大斎（おおものいみ、正教会）のように呼び名が異なる。また、開始日や数え方も教派ごとに違いがある。
カトリック教会、聖公会、ルーテル教会などの西方教会では、四旬節は復活祭の46日前にあたる灰の水曜日に始まる。カトリック教会では主の晩さん（聖木曜日）の夕べのミサの前までを四旬節とするが、聖公会、ルーテル教会では復活日前日までを四旬節とする。復活祭前の一週間は「聖週」「受難週」等と呼ばれ、教会暦の中で非常に重要な位置を占めている。復活祭前の日曜日は枝の主日（復活前主日、棕櫚の主日など）と呼ばれ、重要な主日のひとつとされている。
ルーテル教会以外のプロテスタント（改革派教会、メソジスト、バプテストなど）にも、教義又は伝統的に四旬節を取り入れている教派があるが、概して現代のプロテスタントには四旬節をはじめとする教会暦にあまりこだわらない傾向がある。他方、プロテスタント内でも四旬節の意義を見直そうとする意見もある。
正教会においては、大斎（おおものいみ）は復活祭の7週前の主日である断酪の主日（赦罪の主日）の日没後から始まり、聖枝祭前日の「ラザリのスボタ」（ラザロの土曜日）の前日金曜日に一応の区切りを迎える。ラザリのスボタ、聖枝祭を経て、受難週がある。それぞれの日を、聖大月曜日、聖大火曜日、聖大水曜日、聖大木曜日、聖大金曜日、聖大スボタと呼び、毎日特別の礼拝を行い、イエスのエルサレム入城から受難を経て復活するまでのそれぞれの日を象り記憶する。大斎期間中には祈りと食事の節制が行われ、喜びと浄化の時とされる。

### 復活祭当日

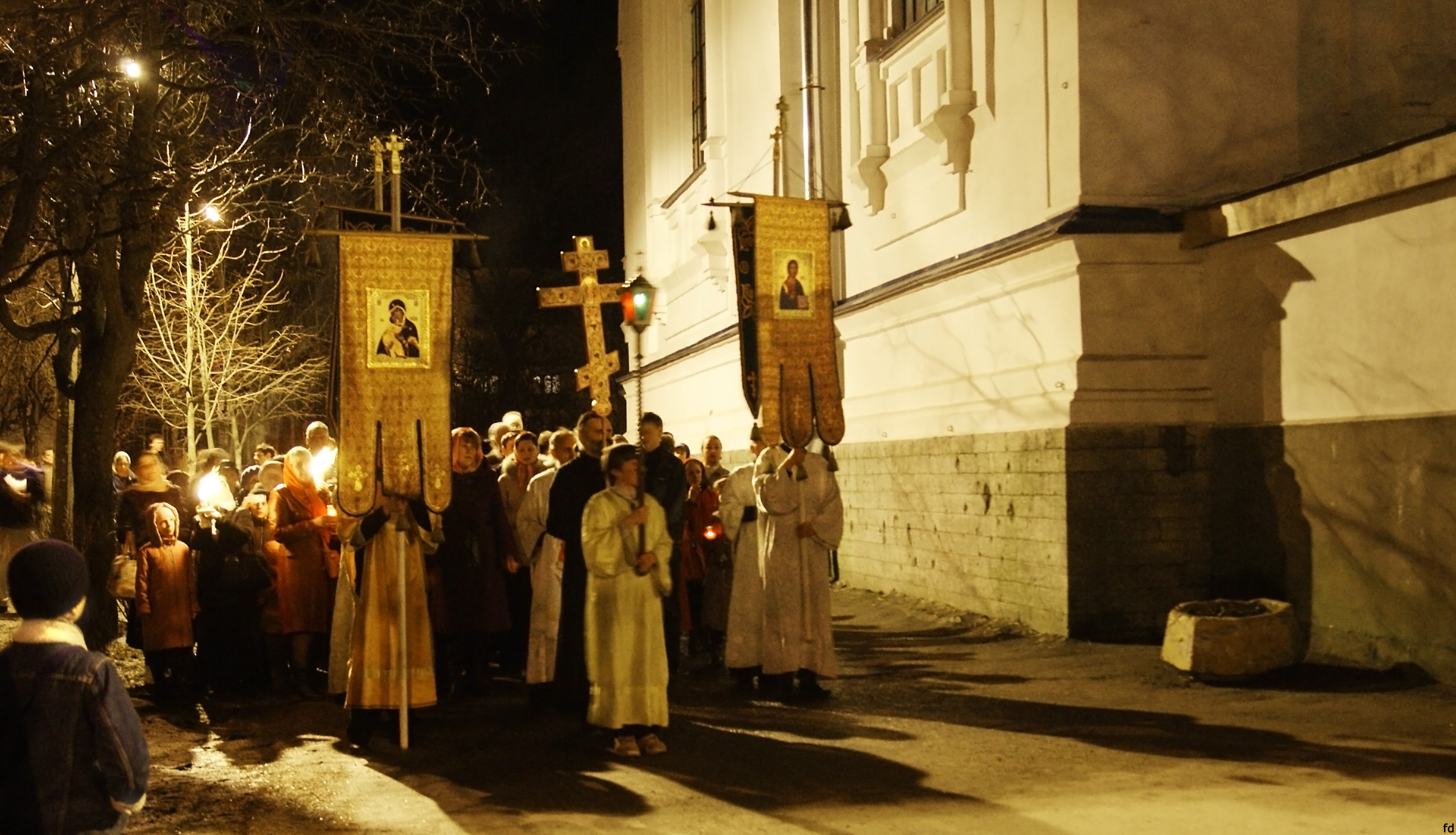
正教会における復活大祭の十字行（ガッチナ）

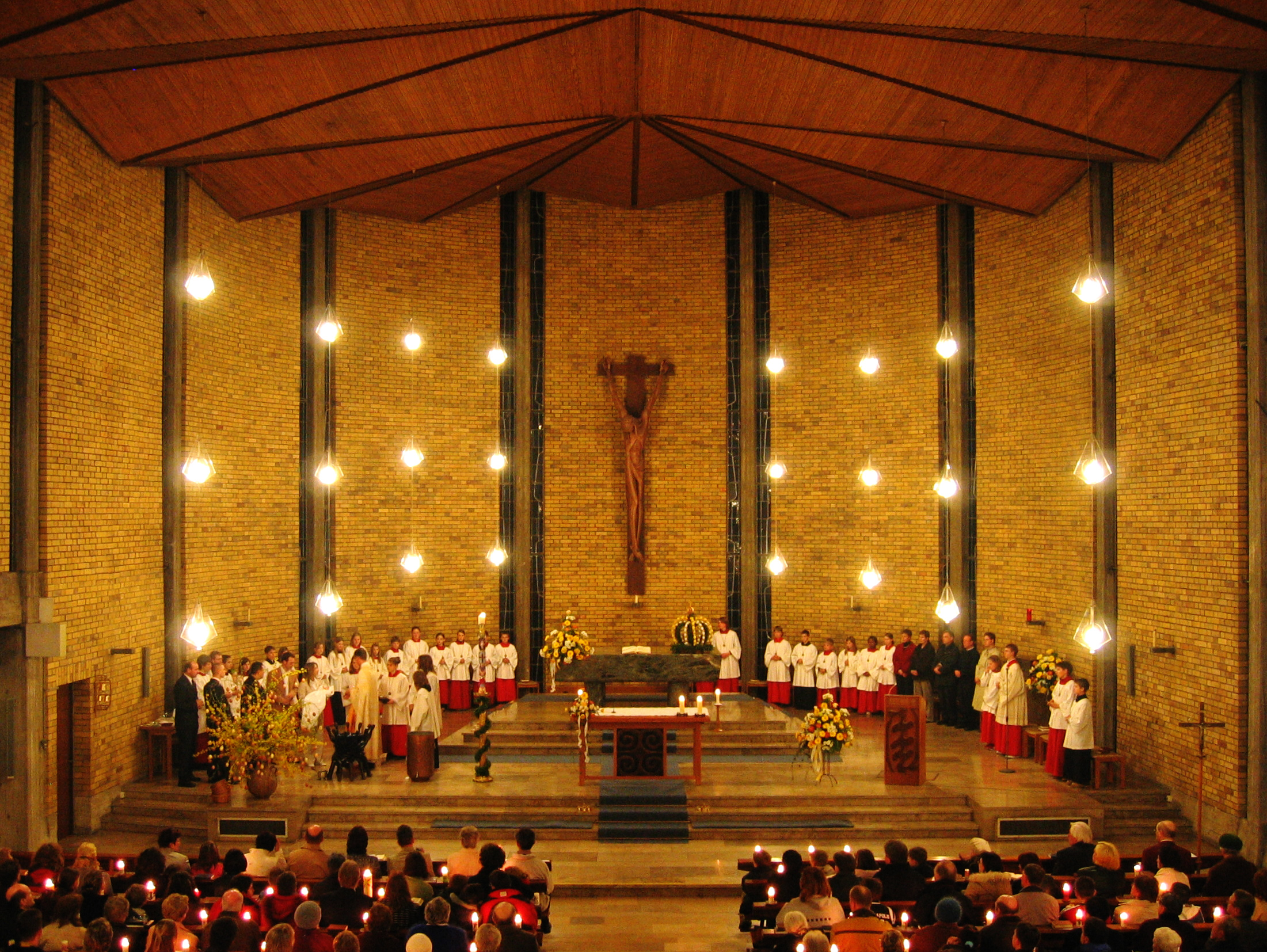
カトリック教会における典礼（エーリンゲン）

教会暦の区切りは日没頃にある。従って、教会における復活祭の当日は、一般の暦で言う前日晩の「復活徹夜祭」から始まる。
正教会における復活大祭当日における奉神礼は、一般の暦でいう前夜に始まり、夜半課、早課、一時課、聖体礼儀と続けて行われる。夜半課と早課の間には十字行が行われる。夜半課、早課、一時課は構造が通常のものと若干異なる上に、普段は誦経 (正教会)される部分も詠隊によって歌われる聖歌となる。これらの奉神礼の際、「ハリストス復活！」「実に復活！」という挨拶が繰り返し交わされ、パスハの讃詞が繰り返し歌われる。またこの祈祷の最中に、復活の生命を象徴する赤く染められた卵が成聖されて参祷者に配られる。
カトリック教会では、キリストの受難と復活からなる過越の聖なる3日間は、全典礼暦年の頂点と位置づけられ、復活の祭日は典礼暦年の中で最高位を占める主日であると位置づけられる。「過越の聖なる3日間」は、始まりを「主の晩さんの夕べのミサ」とし、中心は復活徹夜祭であり、終わりは「復活の主日の晩の祈り」としている。復活徹夜祭は夜から明け方にかけて行われるよう定められている。この日、イースターエッグが配られる。また毎年、教皇から復活祭のメッセージが発表される。
聖公会では、復活日前日に復活徹夜祭（復活日前宵礼拝）、復活日当日には復活を祝う聖餐式が行われる。また、復活日の聖餐式後に祝会やイースターエッグ配布を行う教会も多い。
プロテスタント諸教会においては、教会暦にあまりこだわらない場合もあるなど、内実の多様性から一概に言えない。しかし、特別に復活日（復活祭）を祝う礼拝を行い、正教会、カトリック教会、聖公会と同様、イースターエッグが配られる場合もある。

### 復活節・復活祭期
復活祭から始まる期間が「復活節」（ふっかつせつ、カトリック教会/ 聖公会/ ルーテル教会の用語）・「復活祭期」（ふっかつさいき、正教会の用語）であり、ペンテコステ（聖霊降臨）の日まで7週間続く。それぞれの教会の教会暦において、読まれるべき聖書の箇所や、特別に行われる礼拝、典礼、奉神礼が定められている。
正教会においては、復活祭期には「ハリストス復活！」「実に復活！」との挨拶が信者間で交わされる。復活大祭からの一週間は光明週間と呼ばれる。この一週間には斎（食品の制限をはじめとする精進）は行われず、この一週間に奉神礼が行われる場合は全て復活大祭と同様の形式で行われる。光明週間は復活大祭翌主日（翌日曜日）である、「聖使徒フォマの主日」とも呼ばれる「アンティパスハ（代逾越節）」まで続く。
カトリック教会においては、復活節の最初の8日間を「主の復活の8日間」と呼び、この期間内には主日（日曜日）ではない平日でも主の祭日のように祝われる。
なおプロテスタントの一部では、復活祭・復活日当日を「復活節」と呼ぶこともある。

## 復活祭に関する習俗

### 復活祭のあいさつ

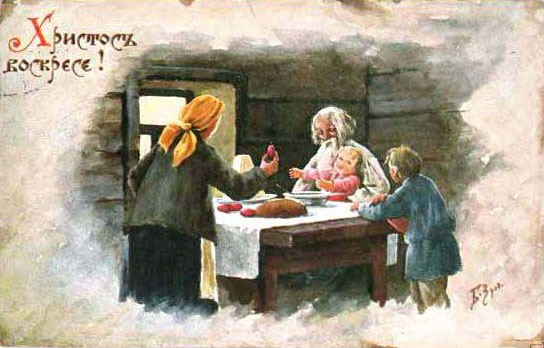
ロシア帝国で発行された、復活祭を祝う家族が描かれた絵葉書。左上には「ハリストス復活！」と教会スラヴ語で書かれている。

日本では、「復活祭、おめでとう（ございます）」、「ハッピー・イースター」（Happy Easter）などが使われる。英語の「Happy Easter!」以外に、ロシア語の「フリーストス・ヴァスクリェース」（キリストは復活した）に対して「ヴァイーストゥヌ・ヴァスクリェース」（まことに復活した）と答える習慣が世界的には比較的広く知られている。

### 食品

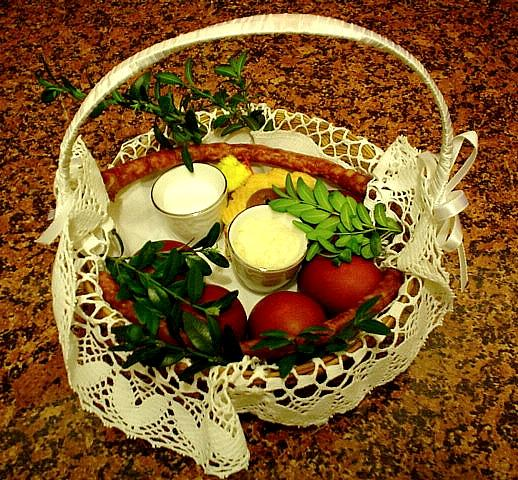
復活祭に祝福される食品を入れた籠（ポーランド）

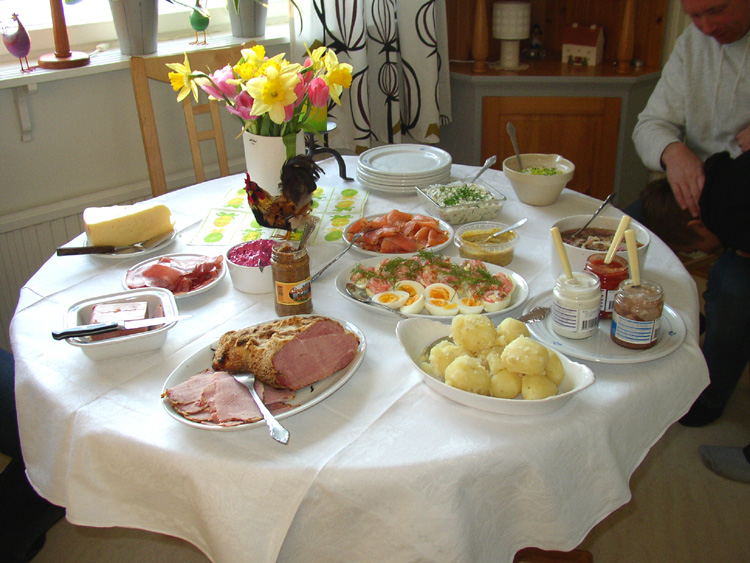
復活祭の食卓（スウェーデン）

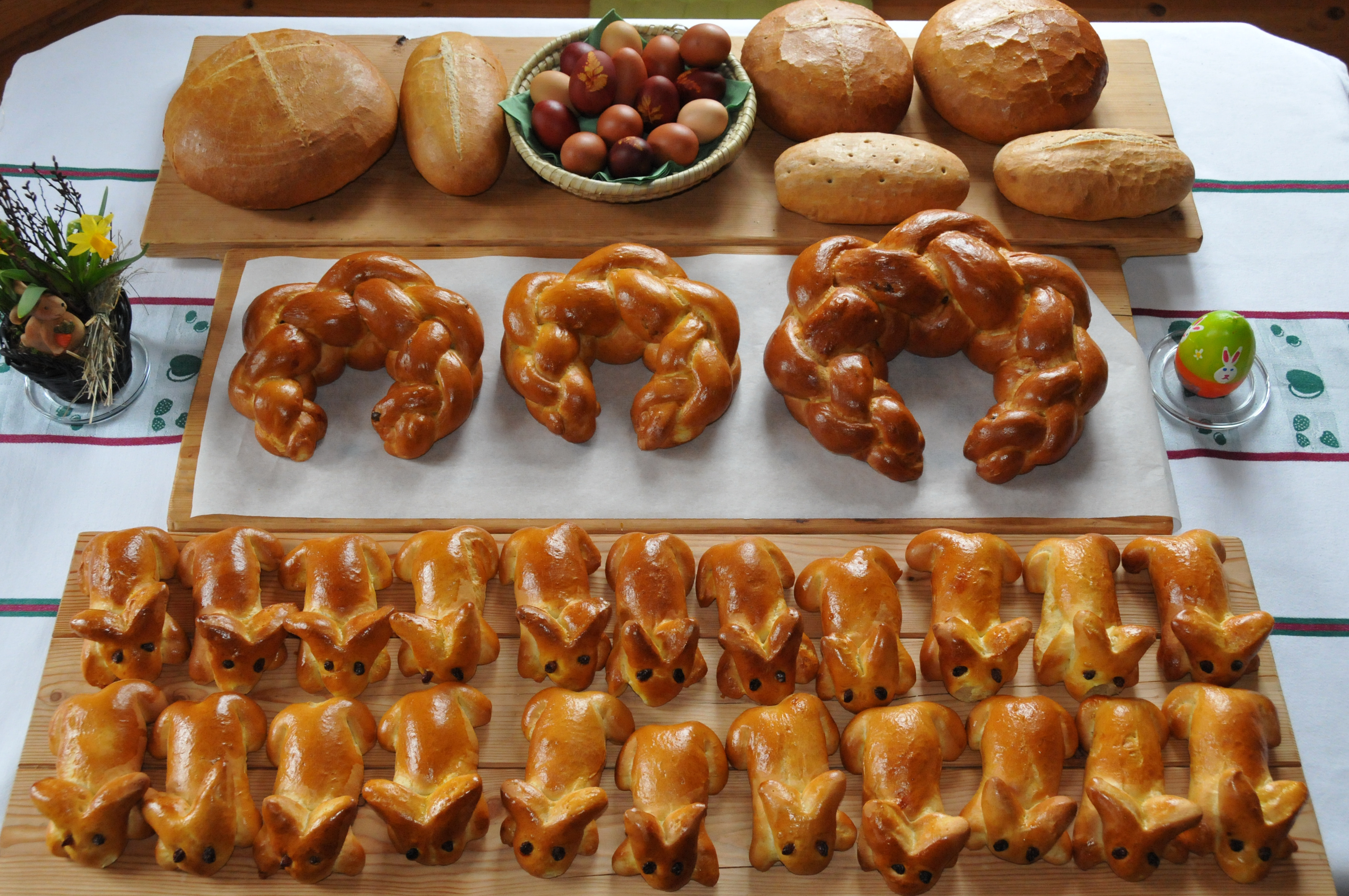
ドイツの復活祭の卵、オスターブロート（復活祭のパン）、オスターハーゼ（ウサギ型のパン）

西方教会と東方教会では、伝統的に四旬節および大斎の期間中禁じられていた肉、乳製品、卵（東方教会では魚肉も）が復活祭の日に初めて解禁になるため、復活祭の正餐の食卓にはこれらの動物性食品が並ぶ。また、卵、バター、乳などをふんだんに使った復活祭独特の菓子パンやケーキが作られる。家禽を飼っている家庭では、四旬節および大斎の期間中に生まれたために食べられずにたまっていた卵をまとめて消費するという理由もある。
ドイツでは、オスターフラーデンという円形のパンを食べる。パン生地をウサギの形に成形するとオスターハーゼ(Osterhase)となる。
スイスのドイツ語圏のオスターフラーデンは、アーモンドとレーズンのタルトである。
イタリアの復活祭の伝統料理は地方によって異なるが、主菜には子羊が好まれる。もっとも有名な食品はコロンバ・パスクアーレ（復活祭のハト）という、ハトをかたどった菓子パンであろう。パン生地に卵を殻ごと入れて焼いた、クッドゥーラ (cuddura) やプッドリーケ (puddhriche) というパンを作る地域も多い。シチリア島ではペコレッレ (pecorelle) と呼ばれるマルチパンでできた子羊が食べられる。復活祭の翌日の月曜日はパスクエッタ（pasquetta、小復活祭の意）と呼ばれる祝日で、戸外でピクニックをする日となっている。
ギリシア神話の神々の信仰が盛んだったシチリアでは、復活祭の伝統行事の中に死から蘇るキリストとハーデースから帰還するペルセポネーの習合と、デーメーテールやアドーニス信仰の名残りが見られる。
スウェーデンでは、ゆで卵をニシンの酢漬けやアンチョビなどと供する。主菜は家庭によって子羊の脚またはサケが供される。
フィンランドでは、東方教会の影響下にあったカレリアではパスハを、その他の地域ではマンミ（Mämmi）というライ麦粉と廃糖蜜のプディングを食べる。
アイスランドでは、子羊肉またはマトンの燻製と、米またはオオムギのミルクプディングを食べる習慣があった。
ポーランドの復活祭の正餐には、ゆで卵、ソーセージ、乳飲み豚のロースト、ハム、おろしたセイヨウワサビなどが並ぶ。デザートにはマズレクやクグロフに似たババ・ヴィルカノツナを食べる。
アカディアには、朝食にゆで卵、昼食に卵とハムまたは塩漬け豚肉、夕食にはオムレツかフラン（パンケーキ）にメープルシロップかメープルシュガーをつけて食べる習慣があった。

### イースターエッグ（復活祭の卵）
イースターエッグ、または復活祭の卵とは、復活祭に出される、彩色や装飾を施されたゆで卵である。
卵は大斎（四旬節）に節制される食品である（ただしこうした断食・節食の習慣は、西方教会では大幅に簡略化されるかもしくは消滅している）。卵が使われる意義については、見た目には動かない卵から新しい生命が生まれ出ることから、死と復活を象徴しているとされる。赤く染められる事が多いが、その赤い色は十字架上で流されたキリストの血の色と、血は生命を表すことから（レビ記 17：11）復活の喜びを表すとされる。
ウクライナには表面に模様を描いていくプィーサンカと呼ばれる復活祭の卵がある。ルーマニアには卵の表面をビーズで装飾する復活祭の卵がある。
国や地域によっては、復活祭の際に庭や室内のあちこちに隠して子供たちに探させるといった遊びもおこなわれる。
また、上記のイースターエッグの探し物遊びにちなんで、ソフトウェアの中に開発者がまぎれこませたメッセージ（開発チームスタッフへの謝辞やスタッフロール）のことも「イースターエッグ」と呼ばれる。
この習慣の起源については様々な説がある。教会の伝承の一つとして、マグダラのマリヤが、キリストの復活を知らせるためにローマ皇帝に謁見した際、赤い卵を献上したことに由来するというものがある。他方、その由来を春の到来を祝う異教に求める見解もある（ただしこの見解をとる教会においても、上述の意義付けは同様である）。
卵の染め方・柄には下記画像に挙げている諸例のほかにも様々なものがあり、各国・各地域内でも多様である。

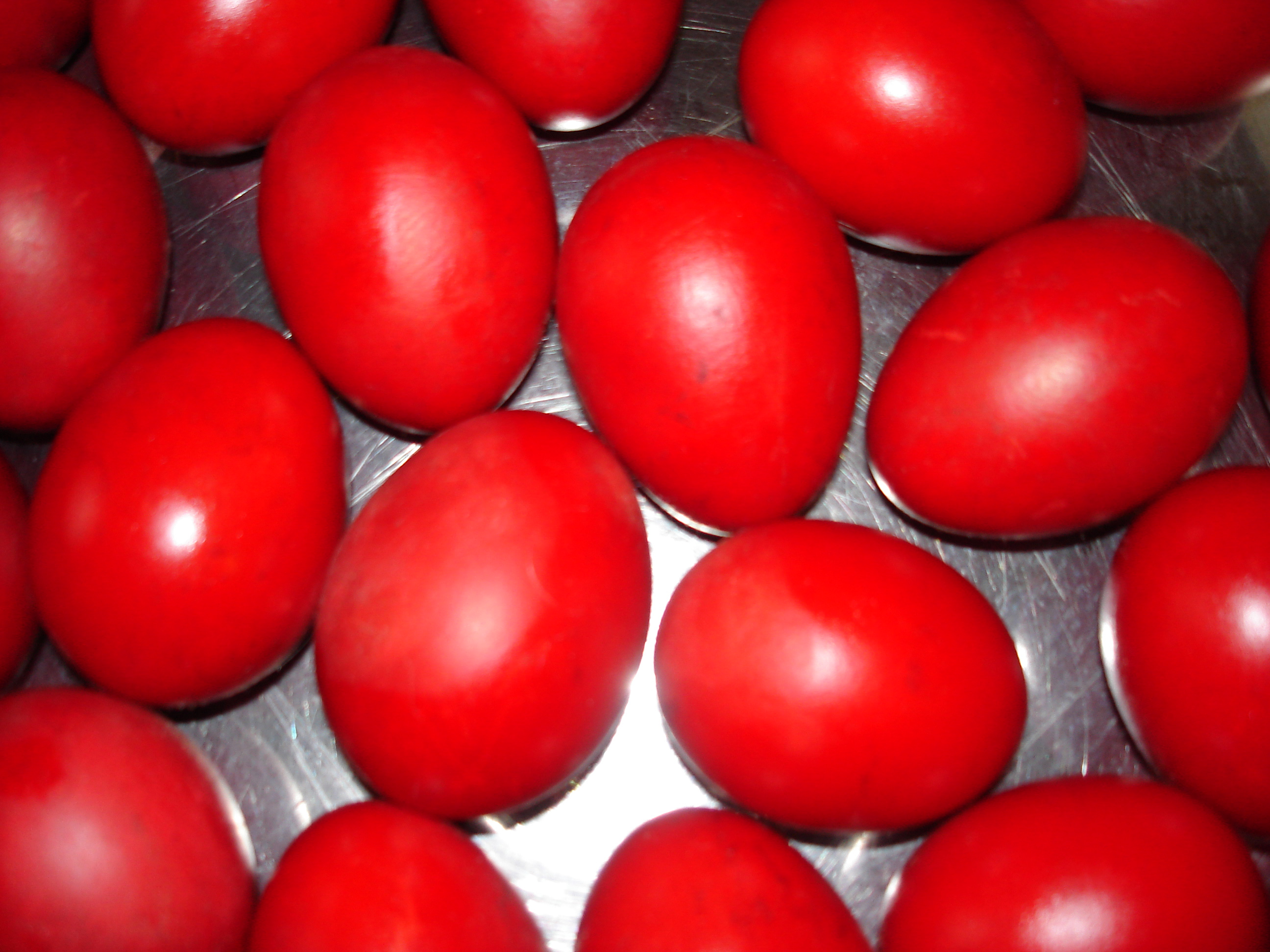
最も基本的な、赤一色に染めた復活祭の卵（ギリシャ）
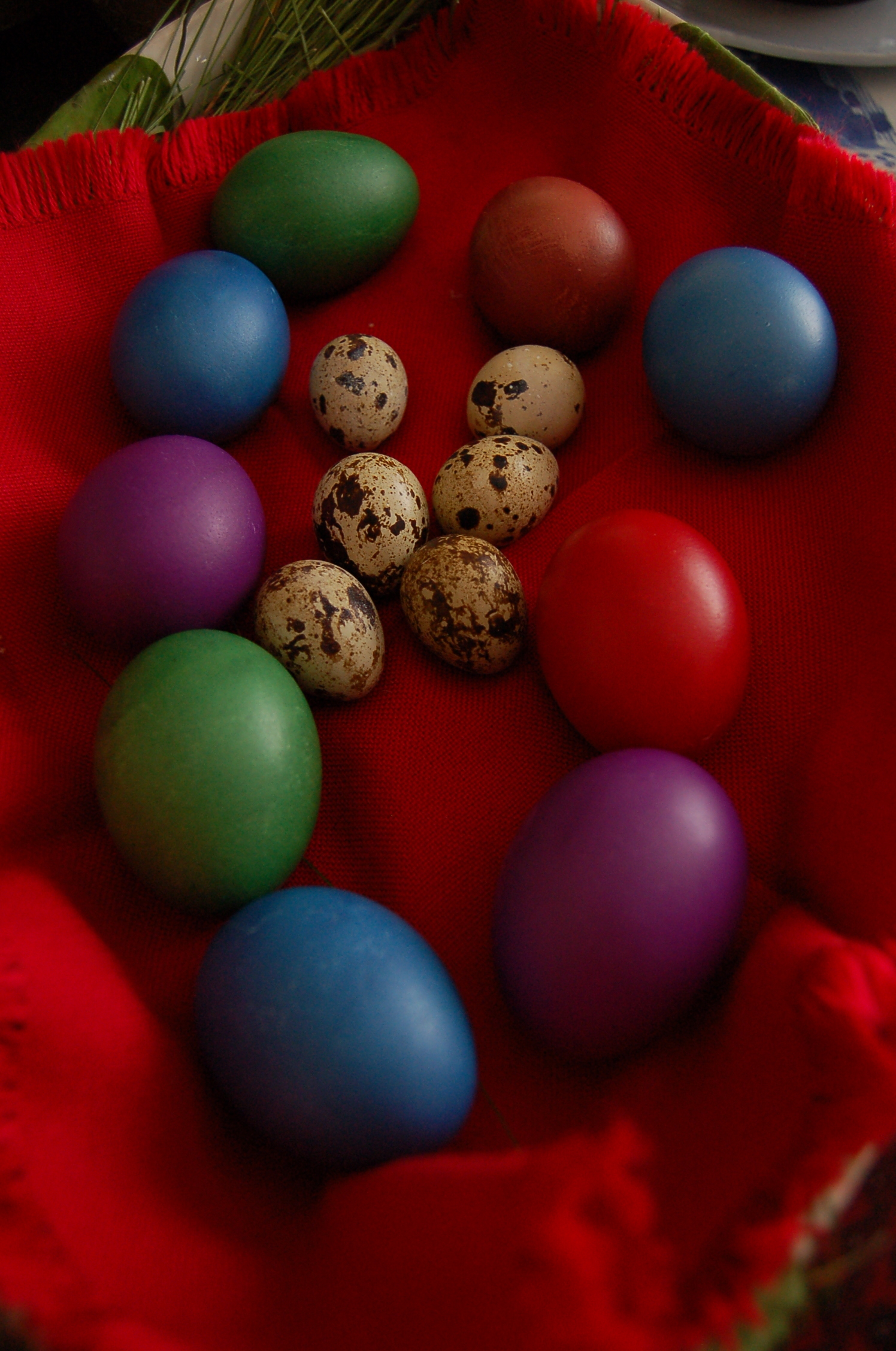
復活祭の卵（フランス）
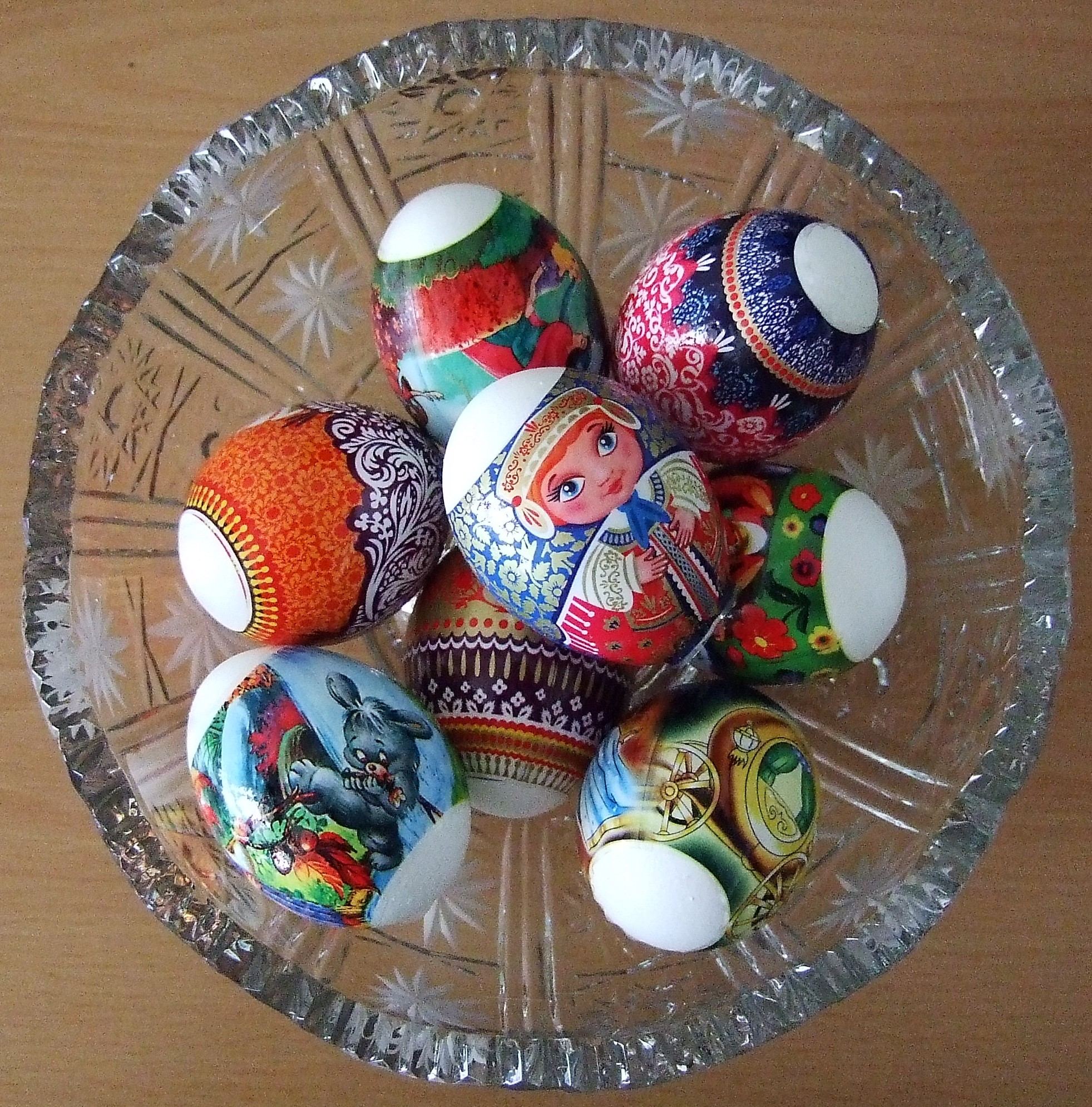
復活祭の卵（アルメニア）
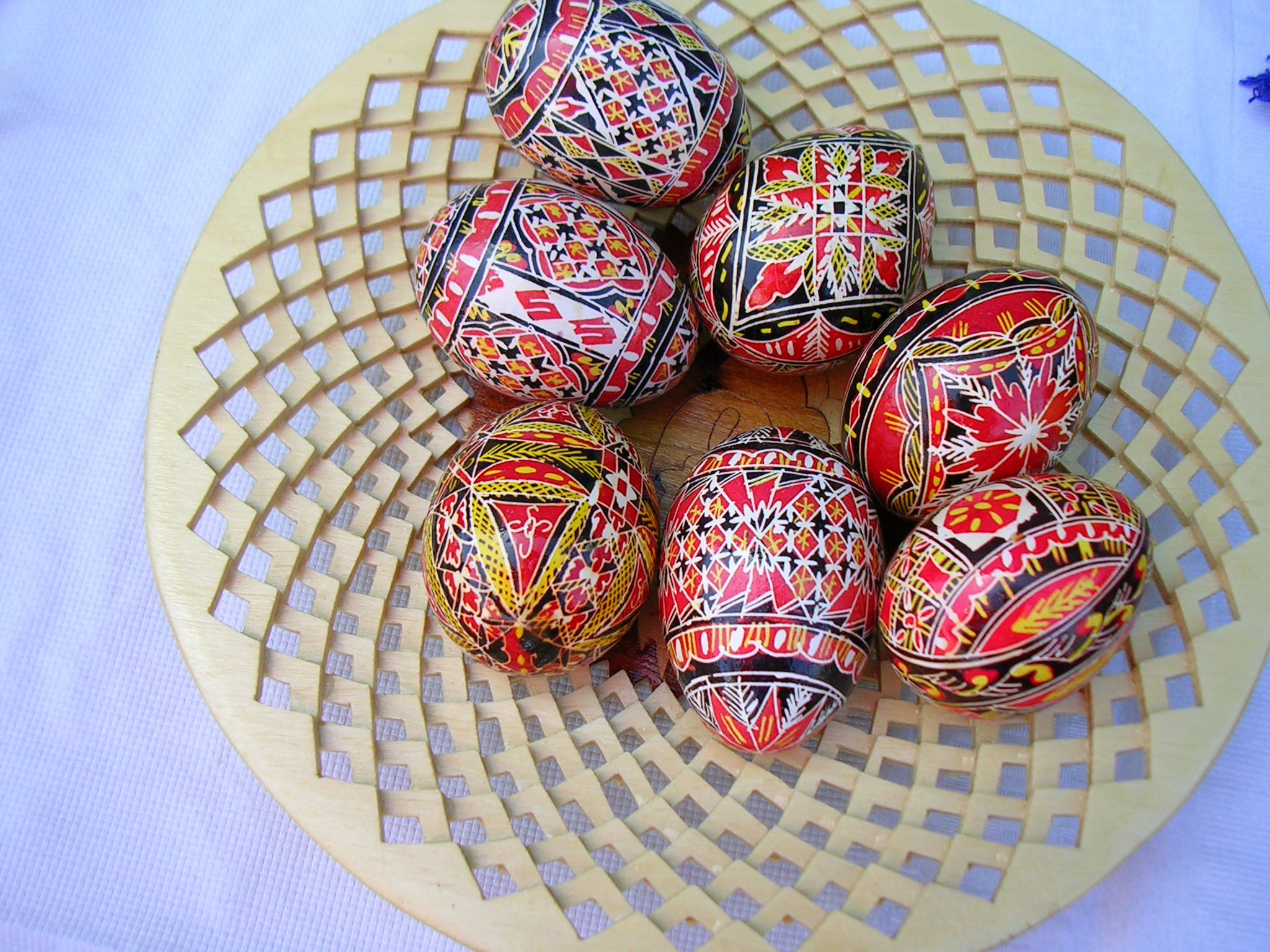
プィーサンカ（ウクライナ）
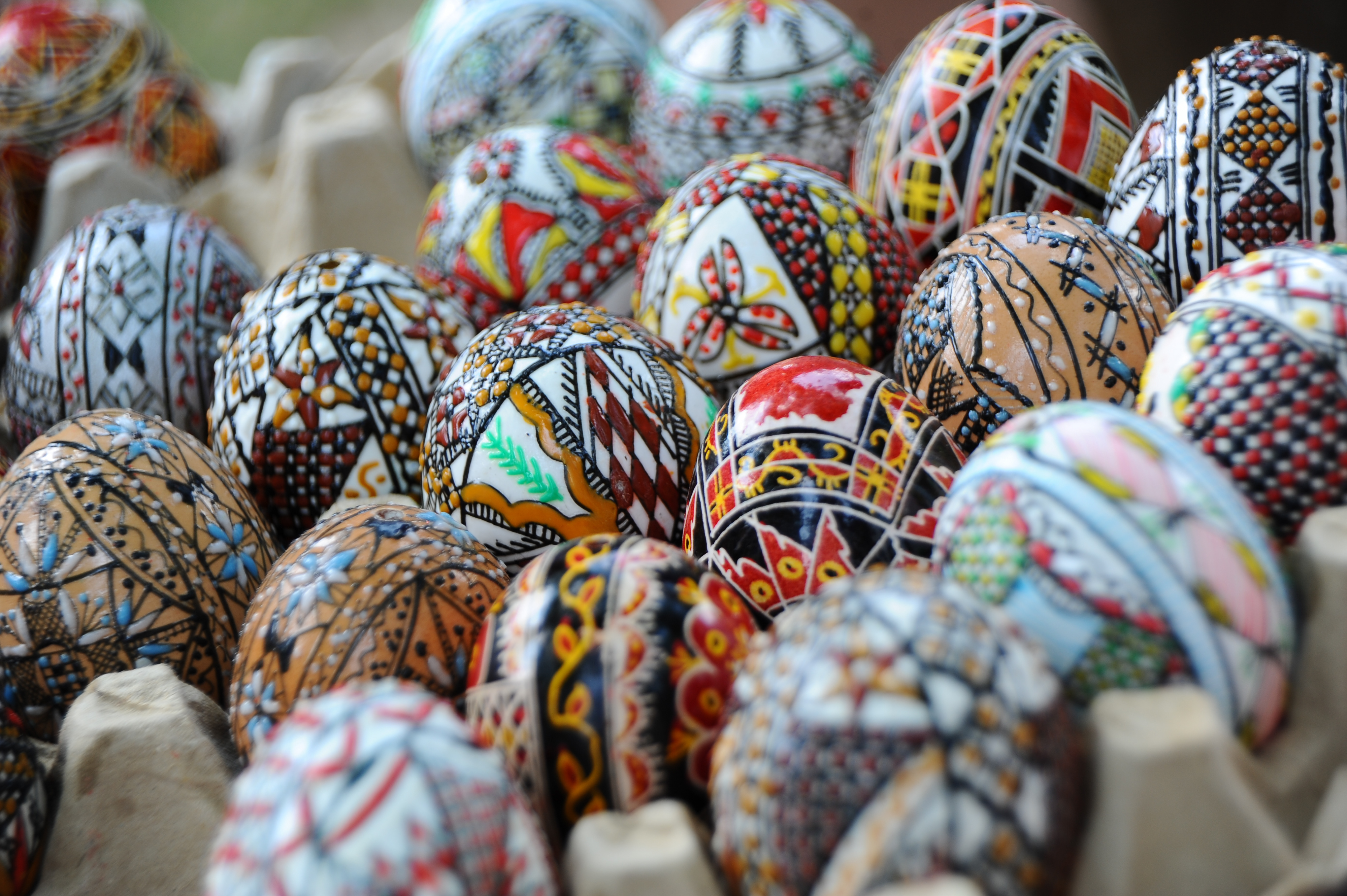
装飾された復活祭の卵（ルーマニア）
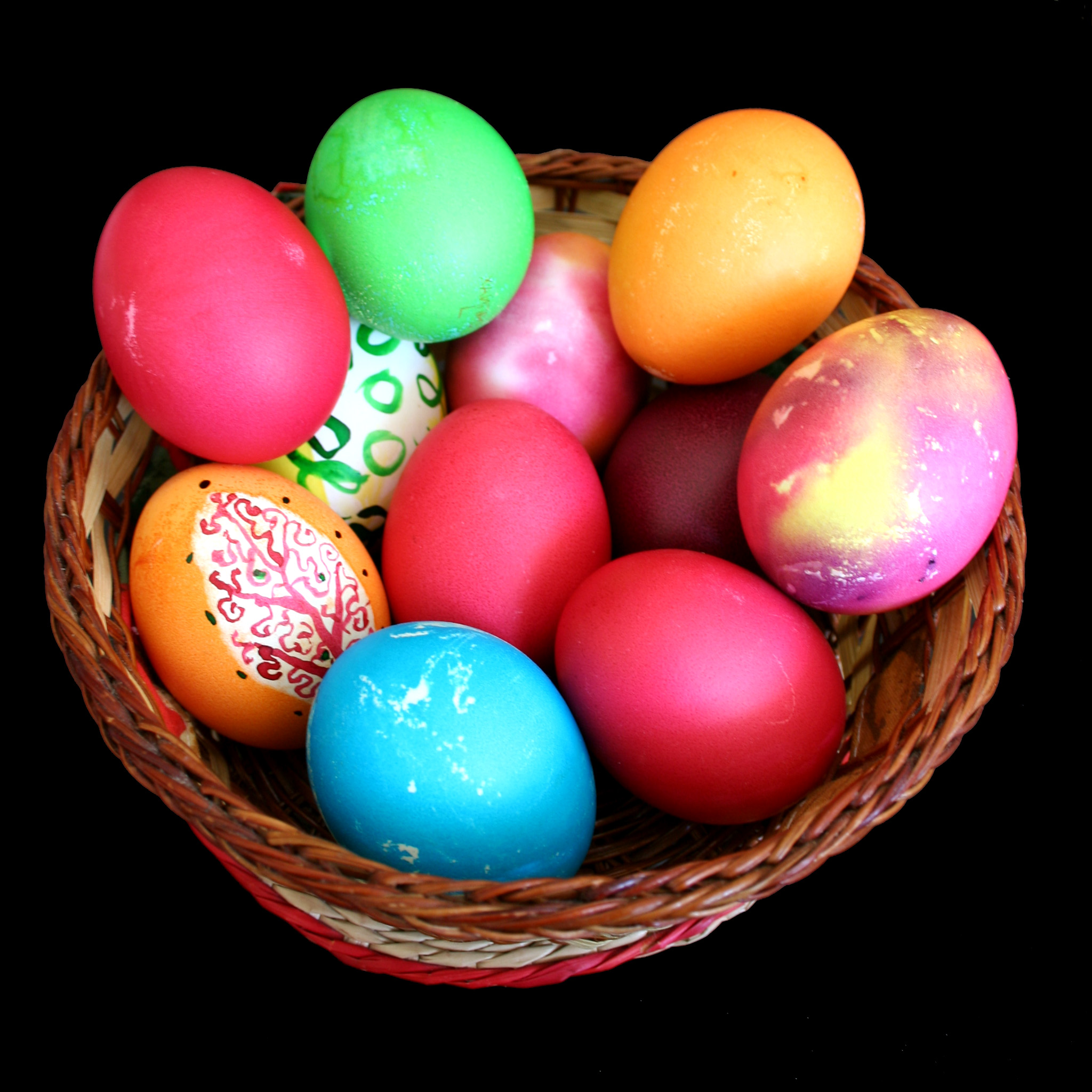
復活祭直後から宗教を問わず祝われるシャンム・ナシームの「彩色卵」(エジプト)

ホワイトハウスから手をふるナンシー・レーガンと復活祭のウサギ（1981年）

### イースターバニー
上述のイースターエッグは東方教会・西方教会を問わない古くからの習慣であるが、イースターバニーは西欧（西方教会）のみの習慣であり、16世紀から17世紀にかけて定着したものである（起源を15世紀、定着の始まりを19世紀とする者もいる）。
英語圏やドイツでは、ウサギをかたどったチョコレートが作られる。ウサギは多産なので豊穣の象徴であるとされる。

### イースターリリー
キリスト教西方教会で、またその影響を受けた日本のキリスト教会でも、復活祭にテッポウユリを教会の祭壇に飾るなどする習慣があり、これをその英語名からイースターリリー（Easter lily＝復活祭のユリ）と呼ぶ。

## 日本とイースター
ルイス・フロイスによると、日本での復活祭は1564年に平戸の度島（長崎県）で行われていた（ルイス・フロイス『日本史』第50章より）。4月2日の復活祭では、キリシタン達はいちばん上等な着物に身を包み、行列をつくって島内を練り歩いた。
また1581年3月21日にキリシタン大名・高山右近統治下の高槻で行われた復活祭は、畿内のキリスト教信者1万数千名が集う大規模な祭典であった。
2010年代に入った頃、「イースター」（復活祭）の要素を取り入れたイベントの開催や商品展開が各業界で模索され始める。その例として東京ディズニーランドでは毎年4月〜6月期のイベントとして2010年から「ディズニー・イースターワンダーランド」（2014年より「ディズニー・イースター」に改称）を開催、またユニバーサル・スタジオ・ジャパン（USJ）でも2013年より「ユニバーサル・ イースター・セレブレーション」を開催している。
テーマパークのイベント以外でも、2011年よりイースター限定商品を展開しているサーティワン アイスクリームの他、2015年時点でイースター商戦に力を入れる百貨店や菓子メーカーが出てきており、イースターはクリスマスやバレンタインデー、ハロウィンに続く第4のイベント商戦として活用する動きがある。
ただ日本はキリスト教国家ではないため、これらのイベントと同様に宗教的色彩は大幅に薄められている。しかし、10月31日という季節イベントの少ない時期に行われる商売閑散期のハロウィンと比べると、復活祭はちょうど桜（ソメイヨシノ）の花見、卒業・入学、歓送迎会シーズンに当たり、それらに合わせて既存の販売促進イベントも集中するため、イースター商戦が入り込む余地が無いことに加え、前述の3つのイベントにはない日付が毎年変動し、宗派によって日付も違う要素もあり、イースターイベントが日本では定着しない一因となっている。